# Eirik Verås Larsen
Eirik Verås Larsen (ur. 26 marca 1976 w Flekkefjord) – norweski kajakarz, czterokrotny medalista olimpijski.
Pływa w jedynce, choć sukcesy odnosił także w osadach. Na igrzyskach olimpijskich w Atenach (2004) zwyciężył w K-1 na dystansie 1000 metrów, a wspólnie z Nilsem Olavem Fjeldheimem zdobył brąz w K-2. Wspólnie zwyciężali również na mistrzostwach świata (2001). Larsen równolegle startował w jedynce, sięgając m.in. dwukrotnie po tytuł mistrza globu (2002 i 2005). Na igrzyskach olimpijskich w Pekinie (2008) wywalczył srebro na swym koronnym dystansie 1000 metrów. Na igrzyskach olimpijskich w Londynie (2012) powtórzył sukces sprzed ośmiu lat, zdobywając złoty medal na dystansie 1000 metrów.